# Milko Matičetov
Milko Matičetov est un ethnologue et photographe yougoslave puis slovène.

## Biographie
Il est né le 10 septembre 1919 à Kopriva na Krasu (sl) sous le nom de famille Ukmar (sl). En 1929, il fut inscrit au lycée de Koper et en 1930, il fut transféré à Gorizia. Il en fut diplômé en 1938, puis étudia la philologie classique et moderne à l'Université de Padoue (1938-1943). 
Il a obtenu son doctorat avec l'étude ethnologique Sežgani in prerojeni človek (L'Homme brûlé et ressuscité) à l'Académie slovène des sciences et des arts de Ljubljana (1955). Après la Seconde Guerre mondiale, il a d'abord travaillé comme conservateur stagiaire au Musée ethnographique de Ljubljana, et de 1952 jusqu'à sa retraite en 1985, il a travaillé à l'Institut d'ethnologie slovène, où il a fondé un archives de contes populaires. Entre 1975 et 1985, il a été le directeur de cet institut, de 1995 à 2008 le président de son conseil scientifique. En 1995, il devint associé et en 2001 membre à part entière de la SAZU dans la classe des sciences philologiques et littéraires.
Il était également membre honoraire de ZRC SAZU (depuis 2009), depuis 1987 membre correspondant du Musée autrichien des arts et traditions populaires, citoyen d'honneur de Resia (1990) et a reçu plusieurs prix étrangers et nationaux : Premio Internazionale di Folklore Giuseppe Pitre` (1956), le Prix Levstik (1973), le Prix littéraire Laštra Landarska banka (1983), le Premio Internazionale di Etnografia Michelangelo Mariani (1991), le Prix Murk (1992) et le Prix Štrekl (2002).

## Œuvre
Même avant la Seconde Guerre mondiale, il avait commencé à faire des recherches sur la tradition populaire slovène. Il avait également écrit de nombreux articles sur divers sujets - coutumes bien connues, chansons traditionnelles, proverbes et énigmes, etc.
Il se consacrait principalement à la collecte et à la recherche comparative de la littérature et des croyances populaires slovènes, en particulier la narration populaire. Bien qu'il ait étudié toute la zone ethnique slovène, il recherchait plus intensément les lieux périphériques : Posočje, Ter, Rezija, l'Istrie slovène, la haute vallée de la Sava (en) et la Carinthie, Prekmurje et Porabje. Il a participé à plusieurs rencontres ethnographiques, slaves et romanes nationales et internationales. Il a participé à l'assemblée fondatrice de l'International Society for Folk Narrative Research (de) (Société Internationale pour l'investigation des narrations populaires) à Anvers en 1952 et à des réunions scientifiques ultérieures de cette société. En 1956-59 et 1973-75, il a été président de la Société ethnographique slovène, cofondateur de la communauté de travail des pays alpins de l'Est Alpes Orientales (1956), cofondateur et éditeur de Traditiones (1974-85), etc.
Il a conservé de nombreux récits slovènes : au total plus de 3 000. Au début, alors qu'il n'avait pas encore de magnétophone, il les enregistra, mais à partir de la fin des années 1950, il les enregistra. Il les collectionnait dans toutes les régions slovènes, notamment en Resia.

## Galerie

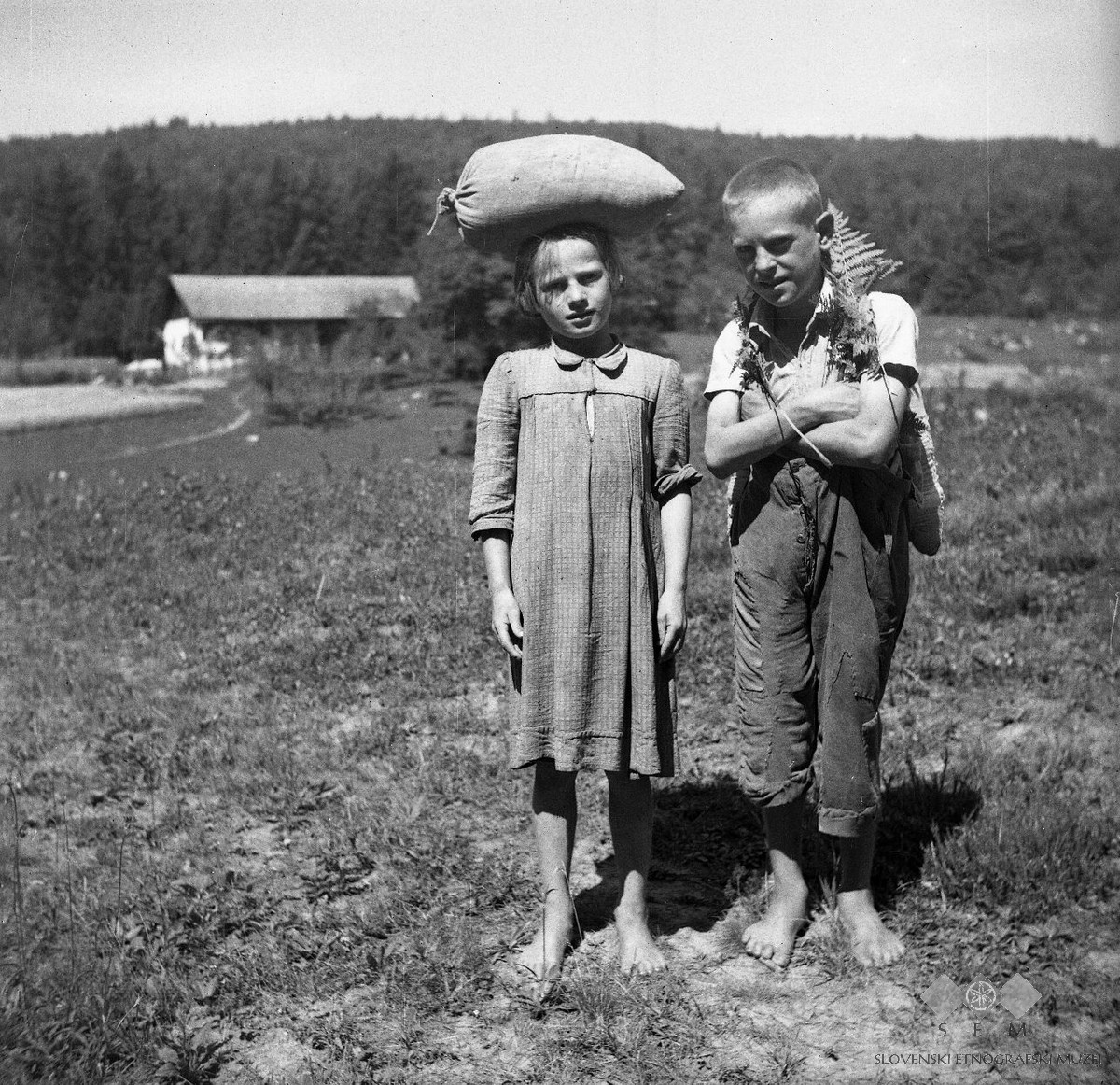
Transport de farine, 1950
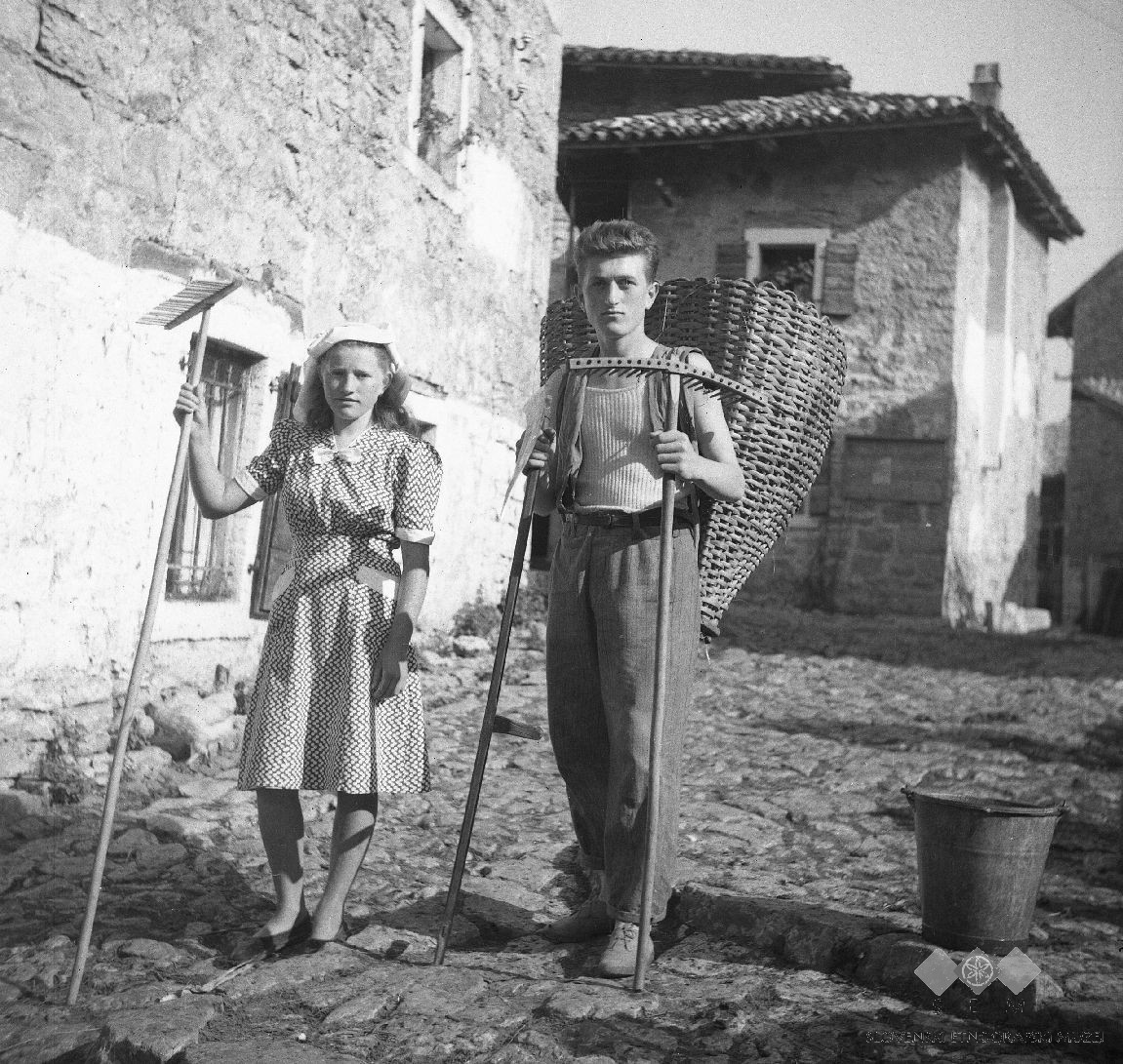
Robidišče (en), juin 1951
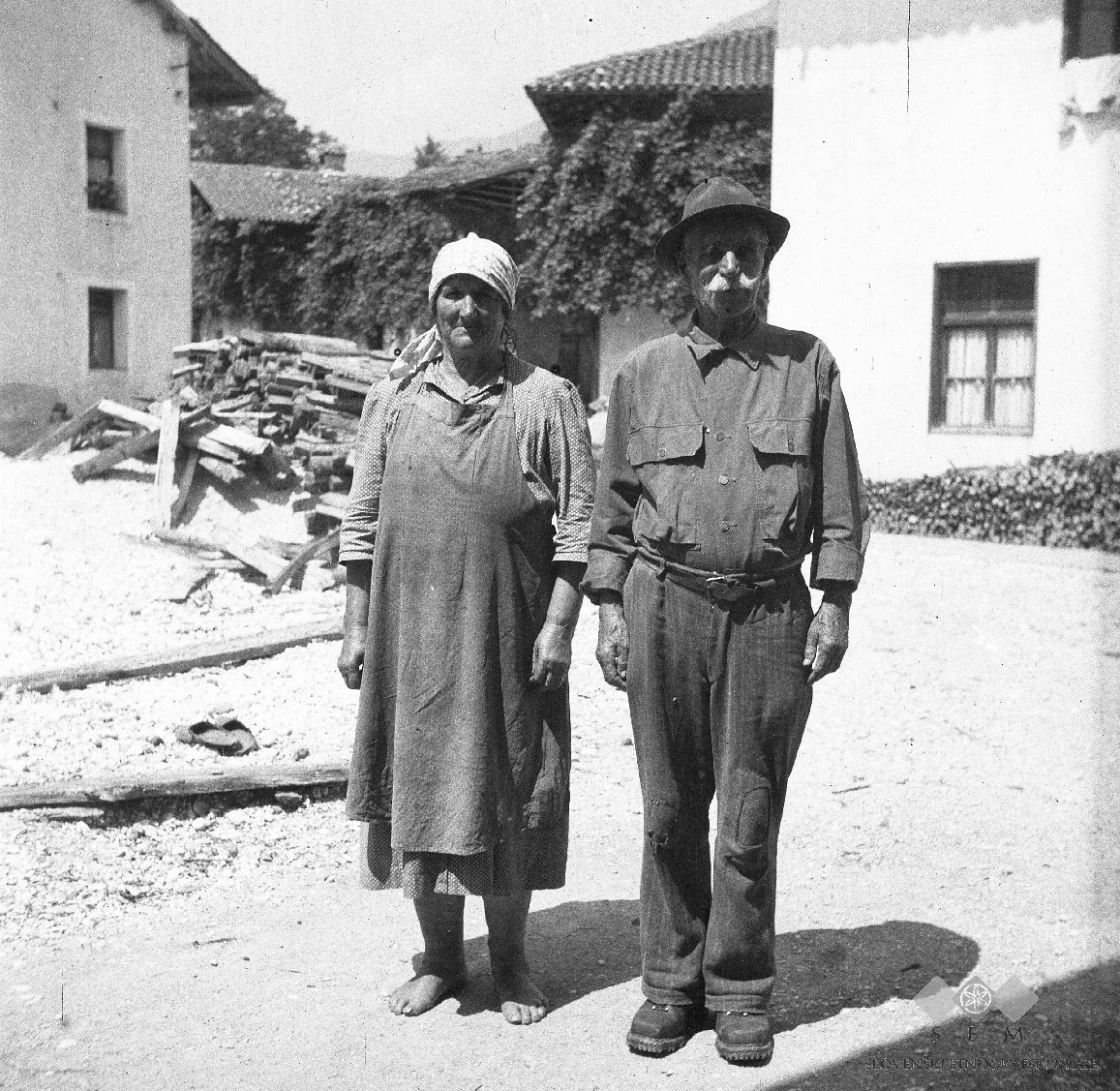
Svino (en), juin 1951
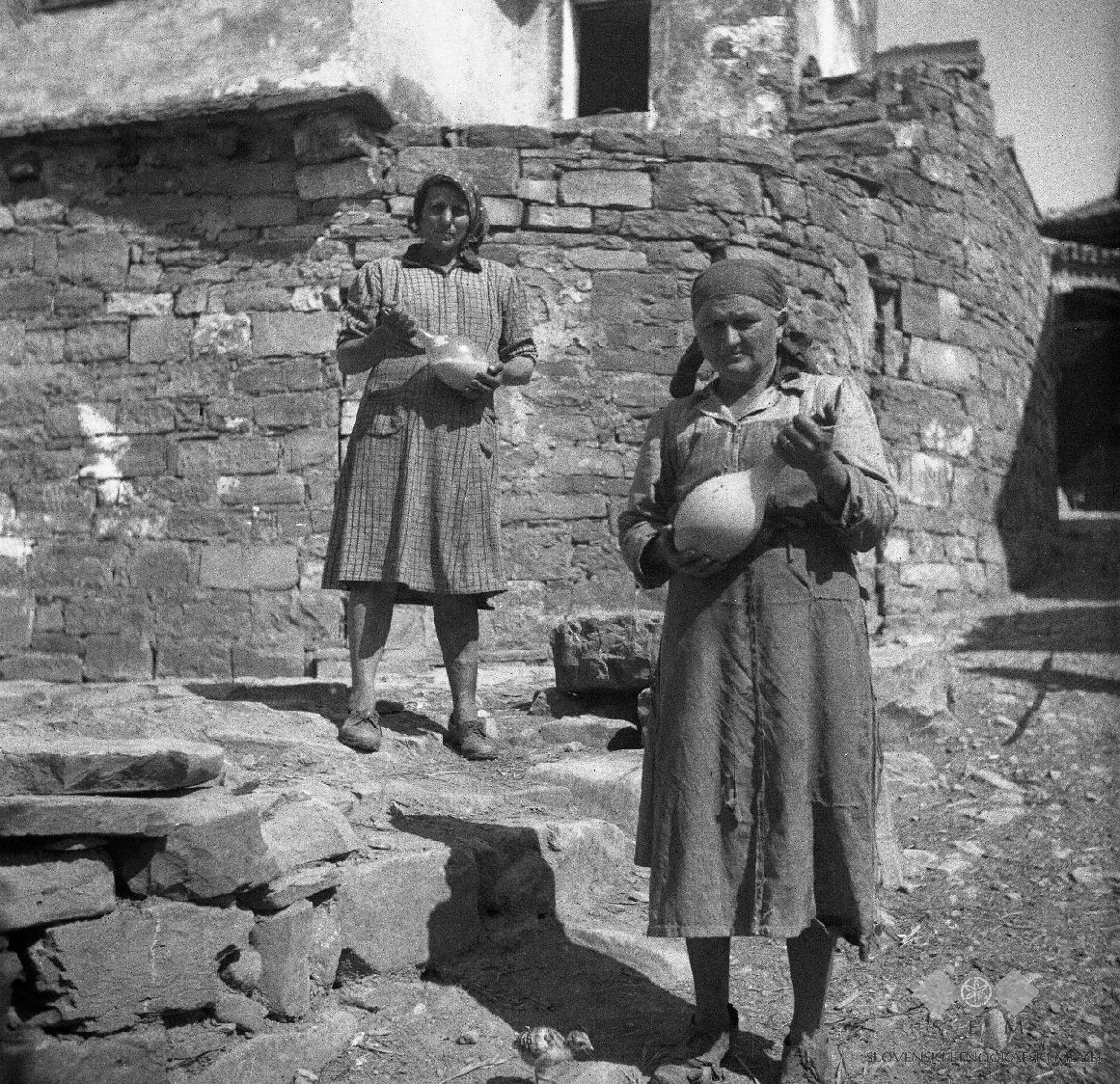
Fabrication du beurre, Puče (en), mai 1950

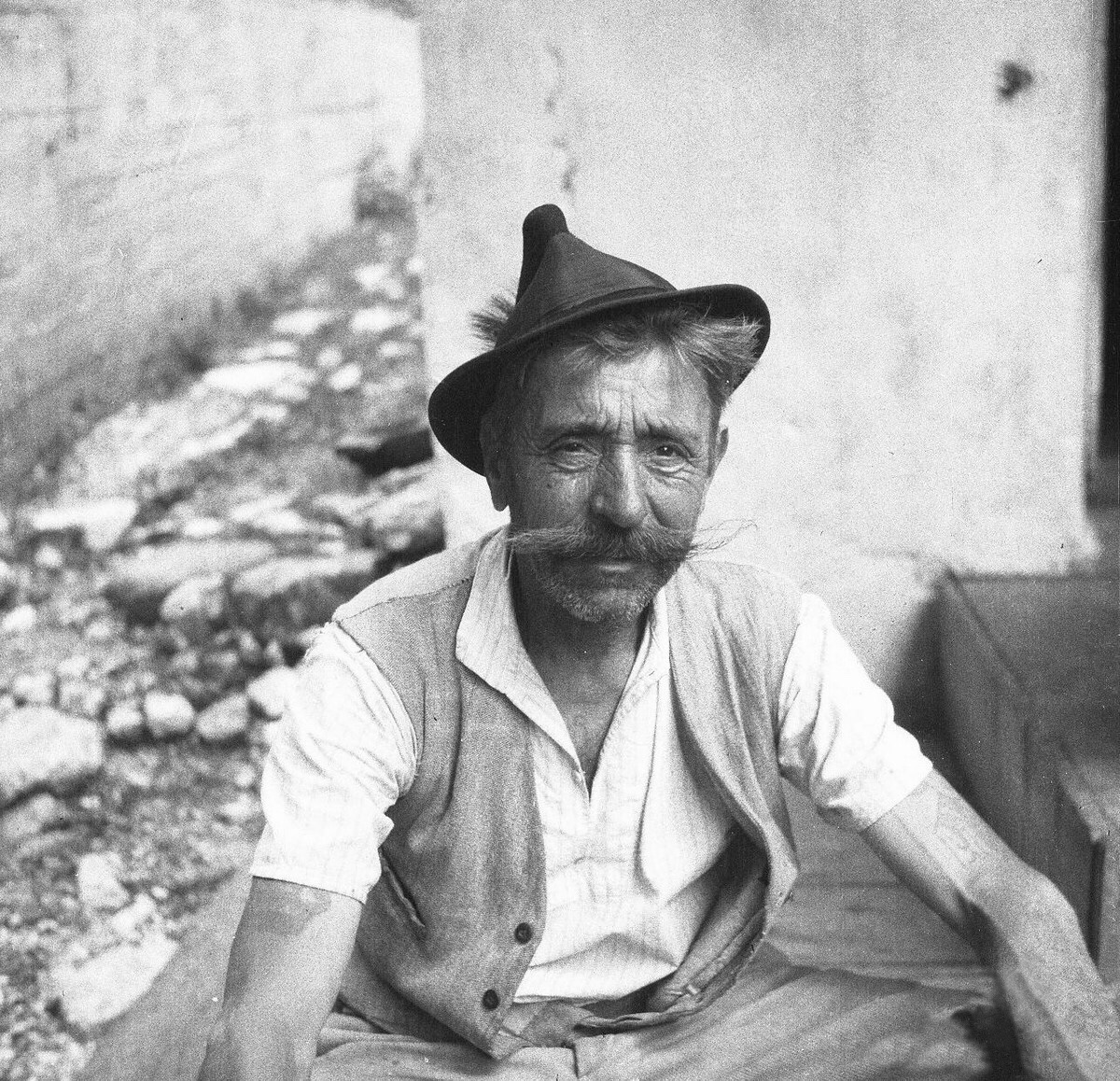
Juillet 1952, Trenta (Bovec)
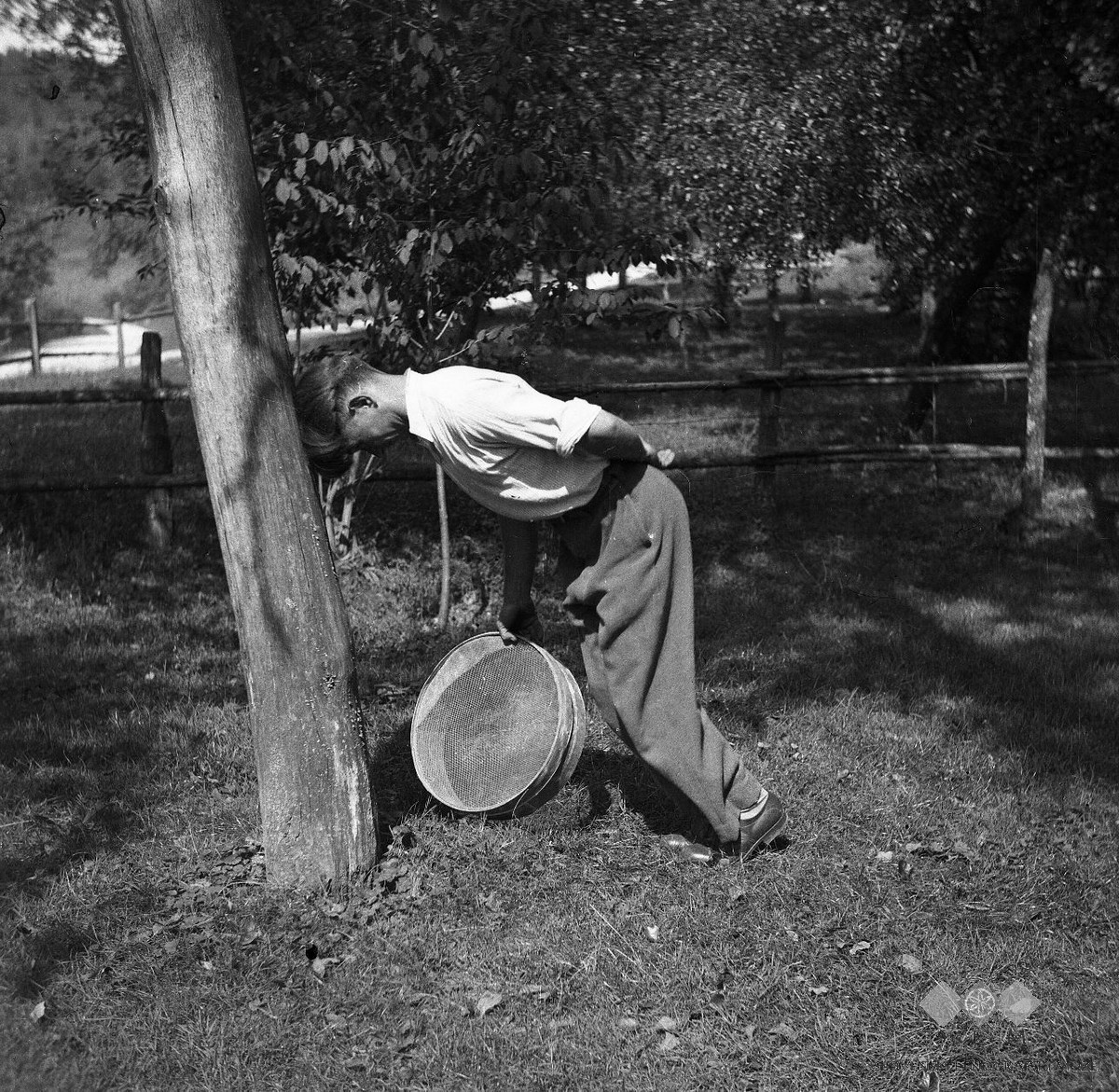
Jeu, 1950, Mekinje nad Stično (en)
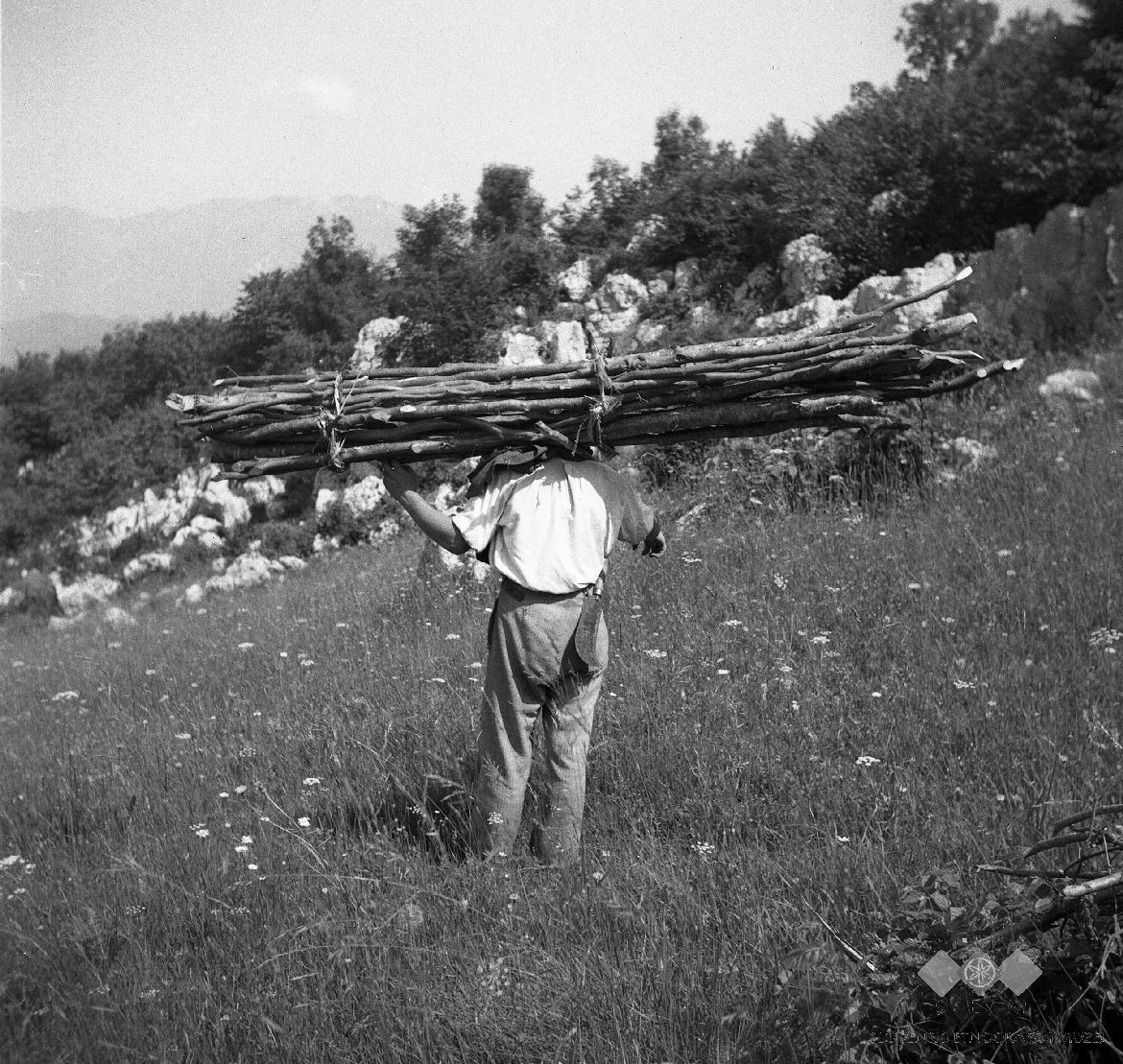
Robidišče (en), juin 1951
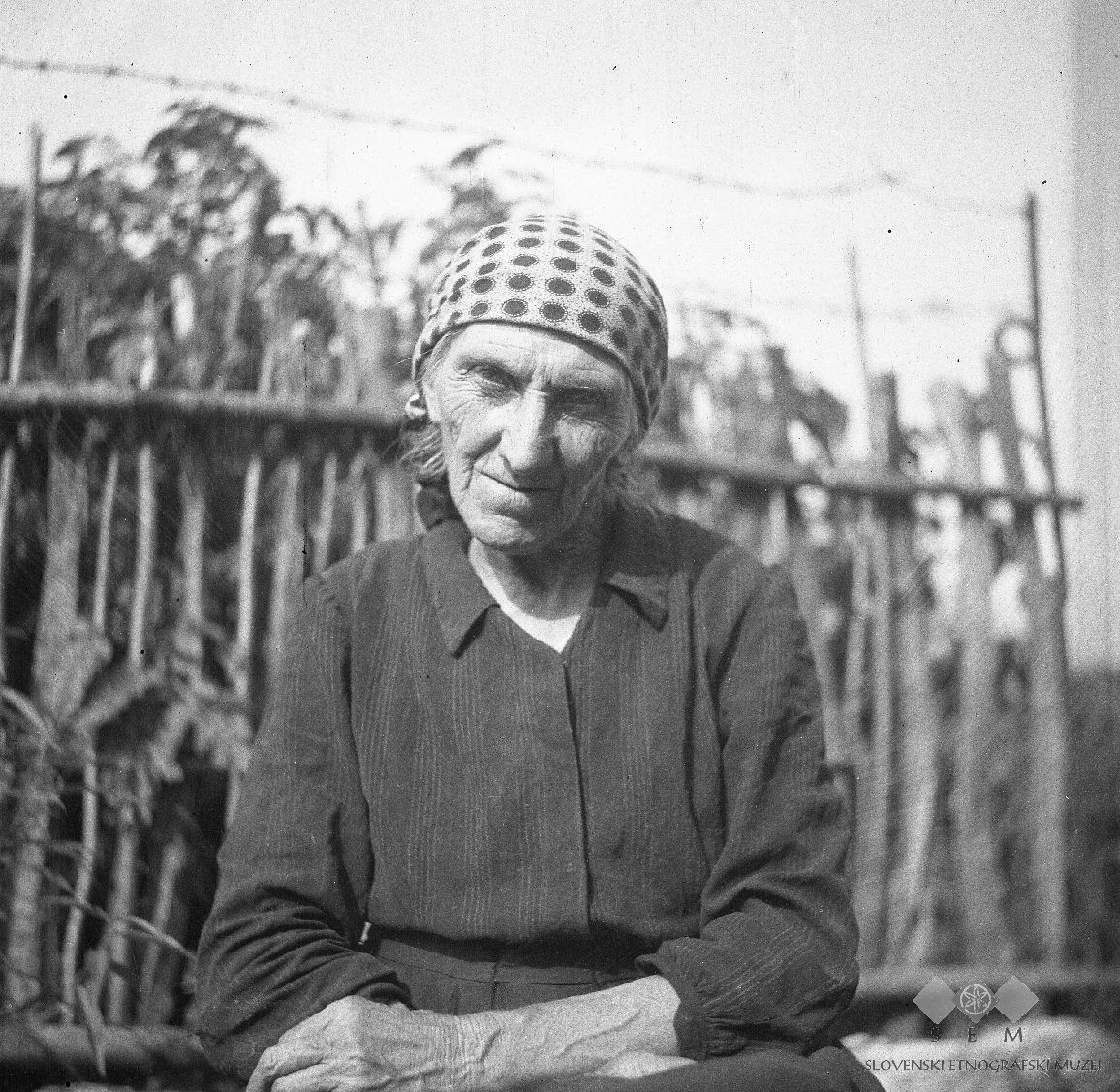
1951, Robič

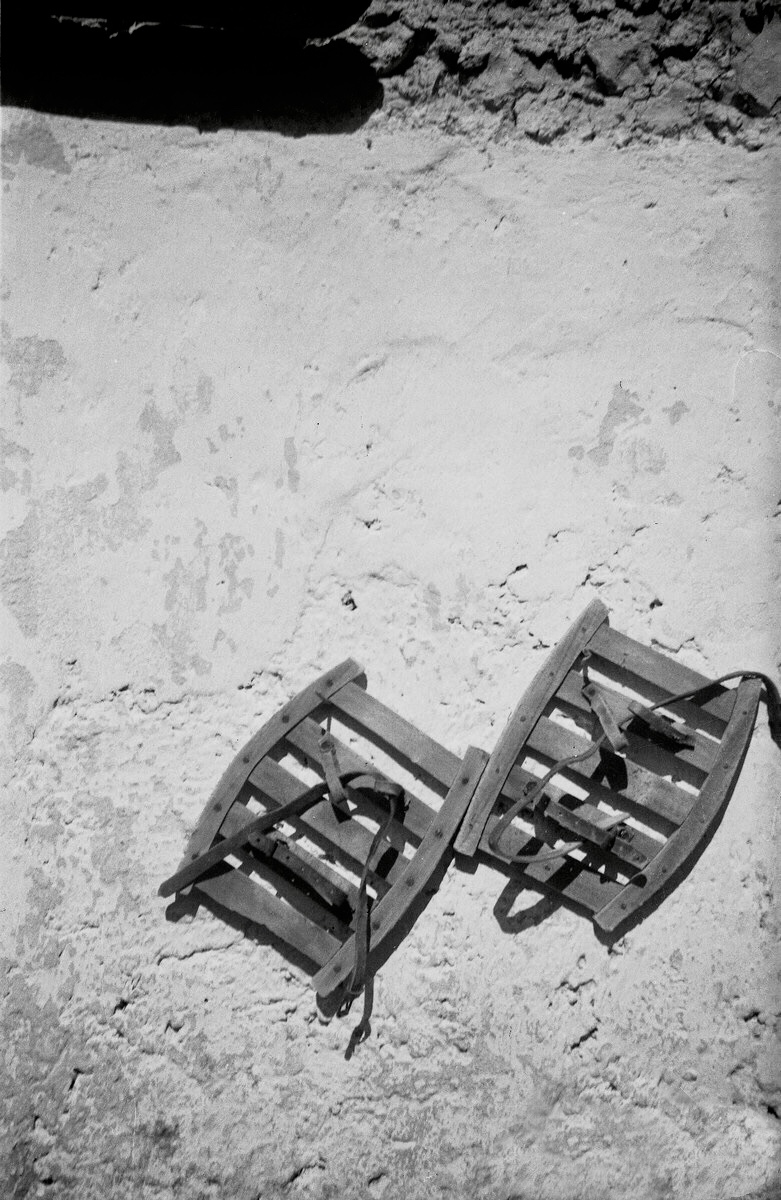
Raquettes à neige, juillet 1952, Soča, Bovec (en)
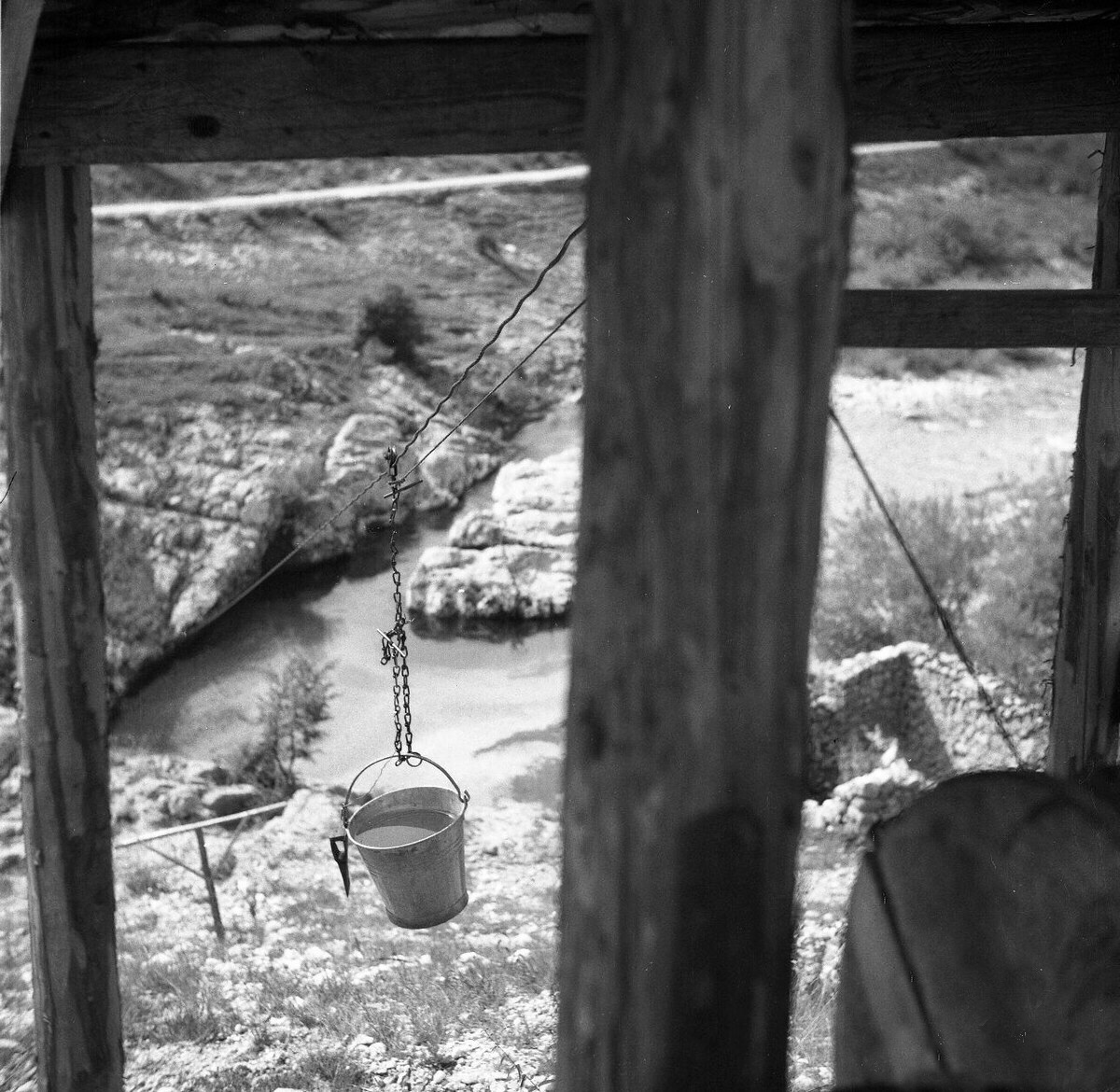
Système de puisage de l'eau dans l'Isonzo, 1952
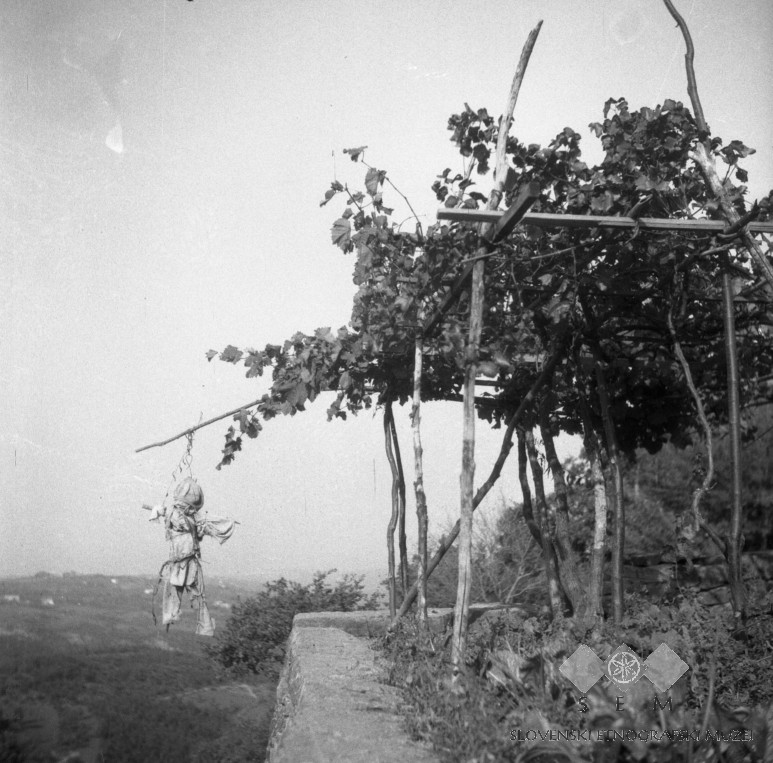
Épouvantail dans le vignoble de Sveti Anton, Koper (en)
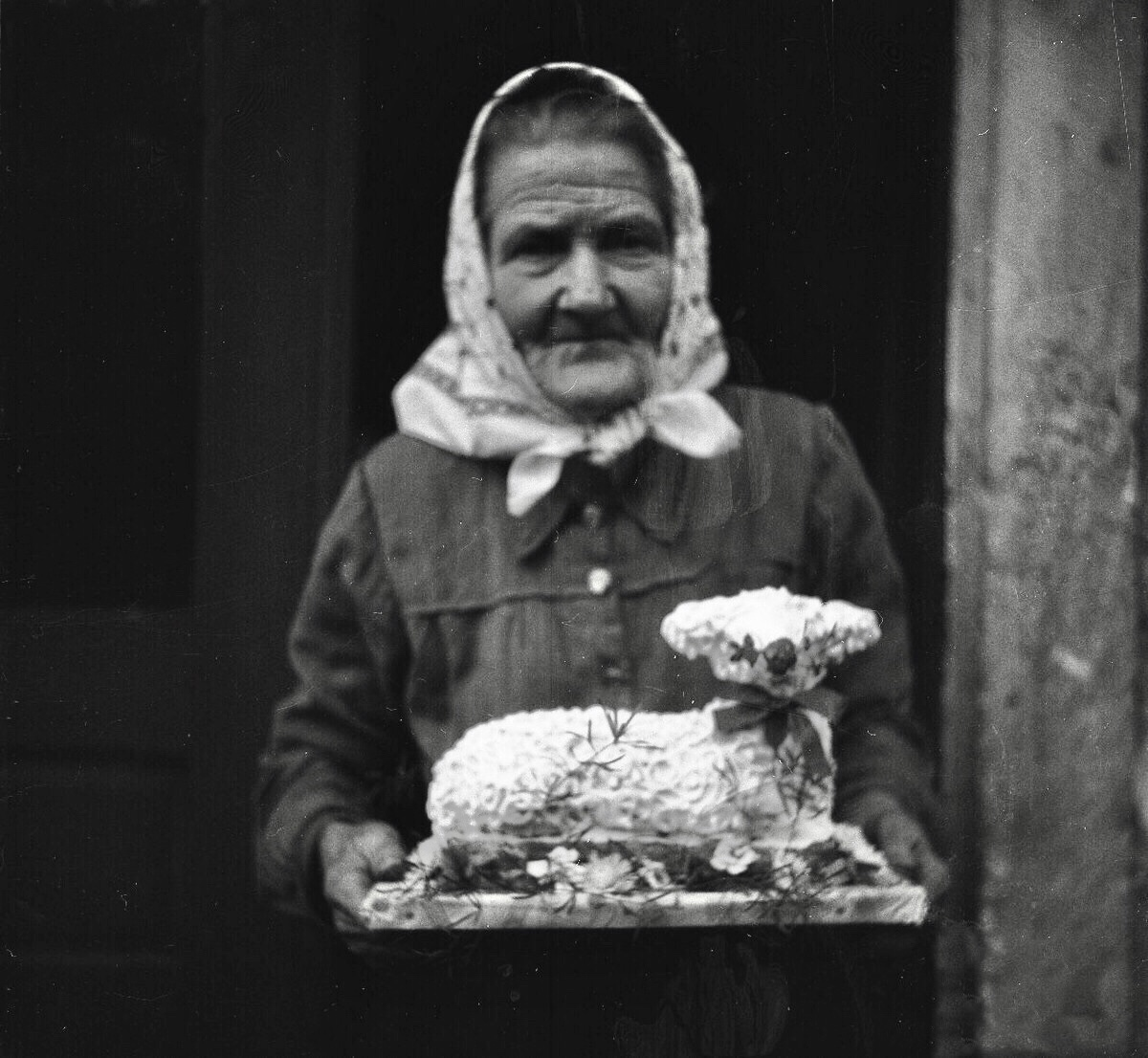
80e anniversaire, octobre 1951, Gorenja Vas pri Mokronogu (en)